# Development Area Stadium
Development Area Stadium (Chinees: 经开体育场) is een multifunctioneel stadion in Changchun, provincie Jilin, Volksrepubliek China. Het stadion wordt momenteel vooral voor voetbalwedstrijden van de thuisclub, Changchun Yatai, gebruikt. Het stadion heeft 25.000 plaatsen en is gebouwd in 2002.